# Доктор Ху (6. сезона)
Шеста сезона британске научнофантастичне телевизијске серије Доктор Ху је почела 10. августа 1968. епизодом Доминатори (1. део), а завршила се окончавањем ере Патрика Траутона у улози Другог доктора епизодом Ратне игре (10. део). Само 37 од 44 епизоде је сачувано у архиви ББЦ-а. 7 се и даље води као нестало. Због тога су два серијала непотпуна: само епизода Свемирски гусари (2. део) из тог серијала још увек постоји, док су епизоде Најезда (1. део) и Најезда (4. део) реконструисане помоћу анимације.

## Улоге

### Главне
- Патрик Траутон као Други Доктор
- Фрејзер Хајнс као Џејми Мекримон
- Венди Педбури као Зои Хериот

Патрик Траутон, Фрејзер Хајнс и Венди Педбури су се последњи пут појавили као Други Доктор, Џејми Мекримон и Зое Хериот. Траутон и његови колеге глумци заједно су одлучили да их оптерећење серије исцрпљује и да ће ускоро напустити серију. Од 7. сезоне па надаље, серија више никада није имала тако велики број епизода. Троје глумаца су остало је у серији до завршетка последње епизоде сезоне Ратне игре (10. део).
Траутон је поновио своју улогу у три наредне специјалне приче, од којих је у једној био и Хајнс.

### Епизодне
- Николас Кортни као Бригадир Летбриџ-Стјуарт (епизоде 12−18)
- Џон Левен као Kаплар Бентон (епизоде 11−12, 15−16, 18)

Николас Кортни се поново појављује као бригадир Летбриџ-Стјуарт у серијалу Најезда, последњи пут виђен (као пуковник) у серијалу Мрежа страха. У главну поставу је ушао у епизоди Напад из свемира (1. део) у 7. сезони.
Џон Левен се први пут појављује као каплар Бентон у серијалу Најезда. Левен је наставио да се појављује у главној постави од 8. до 13. сезоне, а лик је унапређен у наредника.

## Епизоде
Теренс Дикс је преузео Дерика Шервина као уредник сценарија у серијалу Најезда, а Шервин је поново преузео улогу у серијалу Свемирски гусари. Дерик Шервин преузео је место продуцента од Питера Брајанта у серијалу Ратне игре.
6. сезона је најкомплетнија од свих сезона Другог Доктора, а само седам епизода недостаје (у поређењу са двадесет осам из 4. и осамнаест из 5. сезоне), ниједна од прича сезоне не недостаје у целини, а само две приче (Најезда и Свемирски гусари) непотпуна. Ово у поређењу са прве две сезоне Другог Доктора од којих су преживела само два целокупна серијала (Гробница Киберљуди и Непријатељ света). Две недостајуће епизоде Најезде су од тада реконструисане помоћу анимације и објављене на ДВД-у.
Ратне игре, који је био последњи серијал сезоне, и последњи у мандату Патрика Траутона као Доктора, такође је био други најдужи серијал до тог тренутка, обухвата 10 епизода – само серијал од 12 делова Велики план Далека из 3. сезоне је био дужи. Обоа је 1986. победила 23. сезона од 14 делова.
Серијали Владари и Крадљивац ума су произведена на крају петог блока снимања и задржани до 6. сезоне.
| Бр. еп. (укупно) | Бр. еп. (у сезони) | Наслов                        | Редитељ        | Сценариста                 | Премијера           | Гледаност у Британији (милиони) |
| --- | ------------------ | ----------------------------- | -------------- | -------------------------- | ------------------- | ------------------------------- |
| 210 | 1                  | "Владари (1. део)"            | Морис Бери     | Норман Ешби                | 10. август 1968.    | 6.10                            |
| ТАРДИС стиже на планету Дулкис где Доктор, Зои и Џејми одлучују да проведу миран одмор, али проналазе зле Доминаторе и њихове роботске робове. Кваркови су стигли на радиоактивно острво где планирају да детонирају бомбу у језгру планете која ће целу планету претворити у извор озраченог горива за њихову флоту најезде.                                                    |                    |                               |                |                            |                     |                                 |
| 211 | 2                  | "Владари (2. део)"            | Морис Бери     | Норман Ешби                | 17. август 1968.    | 5.90                            |
| Доктора и Џејмија заробљавају Доминатори који их подвргавају испиту интелигенције док Зои и Кали покушавају да убеде Дулсијанско веће у претњу. |                    |                               |                |                            |                     |                                 |
| 212 | 3                  | "Владари (3. део)"            | Морис Бери     | Норман Ешби                | 24. август 1968.    | 5.40                            |
| Зои и Кали заробљавају Доминатори и дају на посао заједно са екипом за истраживање док Доктор и Џејми одлучују да се врате на острво да помогну. |                    |                               |                |                            |                     |                                 |
| 213 | 4                  | "Владари (4. део)"            | Морис Бери     | Норман Ешби                | 31. август 1968.    | 7.50                            |
| Доктора и Зои испитује Раго који планира да представи своје услове Дулсијанском већу док Џејми и Кали покушавају да пронађу начин да узврате Кварковима. |                    |                               |                |                            |                     |                                 |
| 214 | 5                  | "Владари (5. део)"            | Морис Бери     | Норман Ешби                | 7. септембар 1968.  | 5.90                            |
| Џејми и Кали успевају да спасу Докторову дружину и заједно покушавају да пронађу начин да зауставе Доминаторе пре него што униште целу планету. |                    |                               |                |                            |                     |                                 |
| 215 | 6                  | "Крадивац ума (1. део)"       | Дејвид Малони  | Дерик Шервин               | 14. септембар 1968. | 6.60                            |
| ТАРДИС стиже у белу празнину након што је хитно побегао од вулканске ерупције на Дулкису. |                    |                               |                |                            |                     |                                 |
| 216 | 7                  | "Крадивац ума (2. део)"       | Дејвид Малони  | Дерик Шервин               | 21. септембар 1968. | 6.50                            |
| Пошто је ТАРДИС уништен, Доктор, Џејми и Зои се налазе у чудној шуми којом патролирају тајанствени војници. |                    |                               |                |                            |                     |                                 |
| 217 | 8                  | "Крадивац ума (3. део)"       | Дејвид Малони  | Питер Линг                 | 28. септембар 1968. | 7.20                            |
| Доктор схвата да су путници заробљени у свету где је фикција стварна и где су створења претња ако људи верују у њих. |                    |                               |                |                            |                     |                                 |
| 218 | 9                  | "Крадивац ума (4. део)"       | Дејвид Малони  | Питер Линг                 | 5. октобар 1968.    | 7.30                            |
| Доктор, Џејми и Зои стижу до цитаделе у центру земље где коначно наилазе на Господара Земље фикције. |                    |                               |                |                            |                     |                                 |
| 219 | 10                 | "Крадивац ума (5. део)"       | Дејвид Малони  | Питер Линг                 | 12. октобар 1968.   | 6.70                            |
| Пошто су Џејми и Зои претворени у фикцију, Доктор мора да пронађе начин да их спаси, а да не доживи исту судбину или да постане део Главног мозга. |                    |                               |                |                            |                     |                                 |
| 220 | 11                 | "Најезда (1. део)"^†          | Даглас Камфилд | Дерик Шервин               | 2. новембар 1968.   | 7.30                            |
| Доктор и новоформирани ОЈУН морају зауставити најеззду Киберљуди и злокобног индустријалца у савезу са њима |                    |                               |                |                            |                     |                                 |
| 221 | 12                 | "Најезда (2. део)"            | Даглас Камфилд | Дерик Шервин               | 9. новембар 1968.   | 7.10                            |
| Доктор и Џејми су заробљени од стране својих тајанствених посматрача и поново се састају са старим пријатељем док Зои и Изобел спроводе сопствену истрагу о ИЕ-у. |                    |                               |                |                            |                     |                                 |
| 222 | 13                 | "Најезда (3. део)"            | Даглас Камфилд | Дерик Шервин               | 16. новембар 1968.  | 7.10                            |
| Доктор и Џејми се враћају у фабрику ИЕ-а у потрази за Зои и Изобел где се састају са професором Воткинсом и фаулирају Вона. |                    |                               |                |                            |                     |                                 |
| 223 | 14                 | "Најезда (4. део)"^†          | Даглас Камфилд | Дерик Шервин               | 23. новембар 1968.  | 6.40                            |
| Доктор и Џејми траже помоћ ОЈУН-а да спасу Зои и Изобел пре него што покушају да сазнају шта Вон заиста намерава. |                    |                               |                |                            |                     |                                 |
| 224 | 15                 | "Најезда (5. део)"            | Даглас Камфилд | Дерик Шервин               | 30. новембар 1968.  | 6.70                            |
| Доктор и Џејми говоре бригадиру о Киберљудима, али са Ратлиџом под Воновом контролом он је немоћан да делује. |                    |                               |                |                            |                     |                                 |
| 225 | 16                 | "Најезда (6. део)"            | Даглас Камфилд | Дерик Шервин               | 7. децембар 1968.   | 6.50                            |
| Капетан Тарнер успева да спасе Џејмија и остале док Доктор почиње да ради на начину да заштити све од хипно-звучног сигнала Киберљуди. |                    |                               |                |                            |                     |                                 |
| 226 | 17                 | "Најезда (7. део)"            | Даглас Камфилд | Дерик Шервин               | 14. децембар 1968.  | 7.20                            |
| Пошто је цео свет у несвести осим Доктора и његових пријатеља, Киберљуди су спремни за инвазију и само Зои, бригадир и посада ракете могу да их зауставе. |                    |                               |                |                            |                     |                                 |
| 227 | 18                 | "Најезда (8. део)"            | Даглас Камфилд | Дерик Шервин               | 21. децембар 1968.  | 7.00                            |
| Киберљуди су овде да преузму свет, а по први пут ОЈУН је овде да се носи са претњама најезде широких размера веома ванземаљске и роботске врсте. |                    |                               |                |                            |                     |                                 |
| 228 | 19                 | "Кротони (1. део)"            | Дејвид Малони  | Роберт Холмс               | 28. децембар 1968.  | 9.00                            |
| ТАРДИС слеће на безимену пусту планету где Доктор, Џејми и Зои сазнају да домаћим Гондима владају тајанствени и невидљиви Кротони, где Кротони бирају своје најбоље ученике да се придруже Кротонима у њиховомстроју као њихови пратиоци. Али Доктор, Џејми и Зои откривају да су Кротони кристална ванземаљска бића и претварају менталну моћ Гонда у енергију и хране се њоме. |                    |                               |                |                            |                     |                                 |
| 229 | 20                 | "Кротони (2. део)"            | Дејвид Малони  | Роберт Холмс               | 4. јануар 1969.     | 8.40                            |
| Зое је изабрана за пратиоца Кротонових и Доктор наваљује да јој се придружи. |                    |                               |                |                            |                     |                                 |
| 230 | 21                 | "Кротони (3. део)"            | Дејвид Малони  | Роберт Холмс               | 11. јануар 1969.    | 7.50                            |
| Џејмија држе у затвору Кротонови који намеравају да поврате Доктора и Зои због њихове менталне енергије. |                    |                               |                |                            |                     |                                 |
| 231 | 22                 | "Кротони (4. део)"            | Дејвид Малони  | Роберт Холмс               | 18. јануар 1969.    | 7.10                            |
| Селрис успева да извуче Кротоне из Динатропа, али Елек пристаје да им преда Доктора и Зои у замену за њихов одлазак са планете. |                    |                               |                |                            |                     |                                 |
| 232 | 23                 | "Семе смрти (1. део)"         | Мајкл Фергусон | Брајан Хејлс               | 25. јануар 1969.    | 6.60                            |
| Земља 21. века у потпуности зависи од Т-Мат транспортног састава, али контролни центар на Месецу је престао да функционише. У међувремену, Доктор, Џејми и Зои упознају јединог човека који може да реши кризу. |                    |                               |                |                            |                     |                                 |
| 233 | 24                 | "Семе смрти (2. део)"         | Мајкл Фергусон | Брајан Хејлс               | 1. фебруар 1969.    | 6.80                            |
| Елдред пристаје да испоручи ракету за путовање на Месец и Доктор, Џејми и Зои се добровољно јављају да је саставе. |                    |                               |                |                            |                     |                                 |
| 234 | 25                 | "Семе смрти (3. део)"         | Мајкл Фергусон | Брајан Хејлс               | 8. фебруар 1969.    | 7.50                            |
| Доктор, Џејми и Зои стижу до Месеца и удружују снаге са Фипсом, али Ледени ратници су преузели контролу над Т-мат. |                    |                               |                |                            |                     |                                 |
| 235 | 26                 | "Семе смрти (4. део)"         | Мајкл Фергусон | Брајан Хејлс               | 15. фебруар 1969.   | 7.10                            |
| Махуне семена Ледених ратника почињу да се материјализују широм света, док Слар одлучује да убије Доктора тако што ће га Т-матирати у свемир. |                    |                               |                |                            |                     |                                 |
| 236 | 27                 | "Семе смрти (5. део)"         | Мајкл Фергусон | Брајан Хејлс               | 22. фебруар 1969.   | 7.60                            |
| Доктор и његови савезници успевају да се врате на Земљу преко Т-мат само да би открили да је Ледени ратник напао станицу за контролу времена. |                    |                               |                |                            |                     |                                 |
| 237 | 28                 | "Семе смрти (6. део)"         | Мајкл Фергусон | Брајан Хејлс               | 1. март 1969.       | 7.70                            |
| Доктор успева да створи кишну олују да уништи марсовску гљиву пре него што покуша да пронађе начин да заустави флоту најезде Ледених ратника. |                    |                               |                |                            |                     |                                 |
| 238 | 29                 | "Свемирски гусари (1. део)"^† | Мајкл Харт     | Роберт Холмс               | 8. март 1969.       | 5.80                            |
| Свемирске светионике уништавају гусари који спашавају метал аргонит. Када Доктор, Џејми и Зои стигну на један од светионика, погрешно су их сматрали гусарима. |                    |                               |                |                            |                     |                                 |
| 239 | 30                 | "Свемирски гусари (2. део)"   | Мајкл Харт     | Роберт Холмс               | 15. март 1969.      | 6.80                            |
| Док су Доктор, Џејми и Зои заробљени на сегменту светионика, Хермак постаје сумњичав према непослушном копачу Мајлу Кленсију. |                    |                               |                |                            |                     |                                 |
| 240 | 31                 | "Свемирски гусари (3. део)"^† | Мајкл Харт     | Роберт Холмс               | 22. март 1969.      | 6.40                            |
| Доктор, Џејми и Зои беже из свемирског корпуса са Клесијем који одлучује да потражи уточиште на Та. |                    |                               |                |                            |                     |                                 |
| 241 | 32                 | "Свемирски гусари (4. део)"^† | Мајкл Харт     | Роберт Холмс               | 29. март 1969.      | 5.80                            |
| Доктора, Џејмија и Зои држе заробљени свемирски пирати док Кевен смишља план да баци сумњу на Клесија. |                    |                               |                |                            |                     |                                 |
| 242 | 33                 | "Свемирски гусари (5. део)"^† | Мајкл Харт     | Роберт Холмс               | 5. април 1969.      | 5.50                            |
| Открива се да Медлин ради са Кејвеном, који смисли начин да убије Доктора и његове пријатеље док им намешта пиратерију. |                    |                               |                |                            |                     |                                 |
| 243 | 34                 | "Свемирски гусари (6. део)"^† | Мајкл Харт     | Роберт Холмс               | 12. април 1969.     | 5.30                            |
| Са Клесијем и Исигријем заробљеним на ЛИЗ-у, Доктор, Џејми и Зои покушавају да убеде Медлин да им помогне пре него што Кевен уништи Та. |                    |                               |                |                            |                     |                                 |
| 244 | 35                 | "Ратне игре (1. део)"         | Дејвид Малони  | Теренс Дикс и Малколм Хулк | 19. април 1969.     | 5.50                            |
| Доктор, Џејми и Зои схватају да су стигли у ровове Првог светског рата где их злокобни генерал Смајт оптужује за шпијунажу. |                    |                               |                |                            |                     |                                 |
| 245 | 36                 | "Ратне игре (2. део)"         | Дејвид Малони  | Теренс Дикс и Малколм Хулк | 26. април 1969.     | 6.30                            |
| Доктор и Зои успевају да побегну од Рансома и покушају да спасу Џејмија из војног затвора. |                    |                               |                |                            |                     |                                 |
| 246 | 37                 | "Ратне игре (3. део)"         | Дејвид Малони  | Теренс Дикс и Малколм Хулк | 3. мај 1969.        | 5.10                            |
| Доктор и његови пријатељи схватају да је област подељена на различите временске зоне и одлучују да се врате у замак да би добили карту од Смита. |                    |                               |                |                            |                     |                                 |
| 247 | 38                 | "Ратне игре (4. део)"         | Дејвид Малони  | Теренс Дикс и Малколм Хулк | 10. мај 1969.       | 5.70                            |
| Доктор и Зои су превезени у контролни центар ратних игара док Џејми и леди Џенифер падају на штету војника америчког грађанског рата. |                    |                               |                |                            |                     |                                 |
| 248 | 39                 | "Ратне игре (5. део)"         | Дејвид Малони  | Теренс Дикс и Малколм Хулк | 17. мај 1969.       | 5.10                            |
| Доктор покушава да спасе Зои и Карстерс, док Џејми и леди Џенифер покушавају да убеде отпор у праву природу Фон Вајкса и осталих. |                    |                               |                |                            |                     |                                 |
| 249 | 40                 | "Ратне игре (6. део)"         | Дејвид Малони  | Теренс Дикс и Малколм Хулк | 24. мај 1969.       | 4.20                            |
| Научник испитује заробљене борце отпора и схвата да је Џејми придошлица на планети док Доктор, Зои и Карстерс покушавају да спасу своје пријатеље. |                    |                               |                |                            |                     |                                 |
| 250 | 41                 | "Ратне игре (7. део)"         | Дејвид Малони  | Теренс Дикс и Малколм Хулк | 31. мај 1969.       | 4.90                            |
| Доктор, Џејми и Карстерс успевају да се врате у зону 1917. само да би их Смајт ухватио, који наређује да се Доктор погуби. |                    |                               |                |                            |                     |                                 |
| 251 | 42                 | "Ратне игре (8. део)"         | Дејвид Малони  | Теренс Дикс и Малколм Хулк | 7. јун 1969.        | 3.50                            |
| Доктора и машину за обраду су заузели ванземаљци, али отпор планира да нападне контролни центар. |                    |                               |                |                            |                     |                                 |
| 252 | 43                 | "Ратне игре (9. део)"         | Дејвид Малони  | Теренс Дикс и Малколм Хулк | 14. јун 1969.       | 4.10                            |
| Да би доказао своју одалност ванземаљцима, Доктору је наређено да поново обради своје пријатеље док шеф обезбеђења коначно открива доказе о издаји ратног шефа. |                    |                               |                |                            |                     |                                 |
| 253 | 44                 | "Ратне игре (10. део)"        | Дејвид Малони  | Теренс Дикс и Малколм Хулк | 21. јун 1969.       | 5.00                            |
| ТАРДИС је привучен планетом Господара времена где су и Доктор и Господар рата суђени. |                    |                               |                |                            |                     |                                 |

^†  Изгубљена епизода.

## Недостајуће епизоде
- Најезда (1. део) (постоје анимиране рекреације)
- Најезда (4. део) (постоје анимиране рекреације)
- Свемирски гусари (1. део)
- Свемирски гусари (3. део)
- Свемирски гусари (4. део)
- Свемирски гусари (5. део)
- Свемирски гусари (6. део)